# پیز دی پیان
پیز دی پیان (به لاتین: Piz di Pian) یک کوه در سوئیس است که در کانتون گراوبوندن واقع شده‌است. پیز دی پیان ۳٬۱۵۸ متر بالاتر از سطح دریا واقع شده‌است.